# نبرد حران

وسعت امپراتوری اشکانی در مقیاس جهانی

جنگ حران یا جنگ کارّه در منطقه‌ای در شمال بین‌النهرین بین اورفه و راس‌العین بین سپاه شاهنشاهی اشکانی و جمهوری روم رخ داد. در ۶ مه سال ۵۳ پیش از میلاد میان سپاه کراسوس سردار و کنسول رومی، با سپاه سورنا سردار اشکانی نبردی سهمگین شکل گرفت و در ۹ ژوئن پس از یک نبرد خونین ارتش رومیان به کلی از بین رفت، و خود کراسوس نیز کشته شد.
به گفته اووید شاعر رومی در کتاب ششم شعرش فاستی، این نبرد در ۹ ژوئن رخ داد. از آن هنگام تا هفتصد سال بین دو طرف حالت جنگ و گاهی صلح برقرار بود. تاریخ‌نگاران به سبب کثرت سال‌های جنگ بین ایران و روم، این جنگ‌ها را جنگ‌های هفتصد ساله ایران و روم نامیده‌اند.

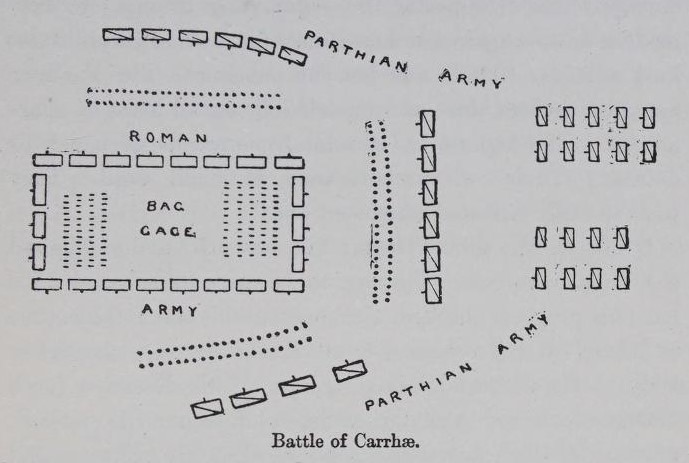
آرایش جنگی دو طرف در میدان نبرد

## انگیزهٔ نبرد
در آن دوران حکومت روم در دست سه «تریوم‌ویر» بود، یکی ژولیوس سزار، دومی پومپه و سومی کراسوس. سزار با شکست اقوام گل و پومپه نیز با پیروزی‌های پیشین خود در بالکان توانسته بودند چهره خود را بهبود دهند، در نتیجه کراسوس که در آن زمان فرماندار سوریه بود، کوشید تا بخت خود را با لشکرکشی به ایران بیازماید. او با وجود مخالفت رُم و با در اختیار داشتن یک سپاه هفت لژیونی و نیرومند و بدون اعلام جنگ در سال ۵۴ پیش از میلاد از رود فرات گذشت و سپس پلی را که بر فرات بود، ویران کرد، زیرا داستان‌هایی در مورد جنگ و گریز سواران پارتی و دلاوری آنان در میان سپاهیان روم پیچیده بود و آنان را در هراس از پارتیان فرو برده بود؛ کراسوس نیز از گریز سربازانش بیمناک بود.
کراسوس در آغاز پیروزی‌هایی به دست آورد و ارتش به او لقب امپراتور داد. اگرچه موفقیت‌های او چیزی بیش از تاراج روستاها و آبادی‌های بی‌پناه میانرودان نبود.
اُرد دوم فرستاده‌ای نزد کراسوس فرستاد تا دربارهٔ این دشمنی از او توضیح بخواهد و وی مغرورانه پاسخ داد که پاسخ پارتیان را در سلوکیه خواهد داد. آنگاه پیرترین فرستاده اُرد دوم به نام واگیز پاسخ گفت: 
| « | اگر در دست من موئی دیدی، دیدار شهر سلوکیه نیز نصیبت خواهد شد. | » |

 بدین ترتیب جنگ بین این دو ابرقدرت قطعی شد.

## وضعیت ایران و روم تا پیش از نبرد حران
در سدهٔ نخست پیش از میلاد، اشکانیان ایران توانستند با مسلط شدن بر ارمنستان و آسیای صغیر و همهٔ میان‌رودان تا مرز سوریه، همسایه روم شوند، این در حالی بود که از چندین سال قبل، جمهوری روم در تلاش بود ارمنستان را که بخشی خودمختار در حومهٔ قلمرو اشکانیان بود، از دست اشکانیان درآورد و این موضوع تا پایان جنگ‌های سلسله‌ای ایران و روم همچنان ادامه داشت، اما سرانجام کوششهای رومیان برای جداسازی ارمنستان از ایران ناکام ماند.
در غرب امپراتوری ایران، سرزمین‌های زیر سلطه امپراتوری روم قرار داشتند: همهٔ اروپا شامل شبه‌جزیره ایتالیا، گالیا، فرانسه، شبه‌جزیره ایبری (اسپانیا)، انگلستان، سرزمین ژرمن‌ها و شمال آفریقا تا سوریه. فقط مدت کوتاهی بطلیموس دوازدهم به اتفاق خواهرش کلئوپاترا بر مصر حاکم بودند که بالاخره مغلوب اکتاویوس سردار رومی شدند؛ بنابراین دو دولت نیرومند بر جهان حکمفرما بودند؛ یکی در اروپا، شمال آفریقا تا سوریه به نام امپراتوری روم و دیگری امپراتوری اشکانیان که کل خاورمیانه به جز سوریه در قلمرواش بود و مرزهای شرقی آن تا هند و سرزمین کوشانی‌ها در بخش شرقی افغانستان وسعت داشت، ولی با این حال حدود متصرفاتش به اندازه قلمرو دوران هخامنشیان نمی‌رسید.

## آغاز نبرد

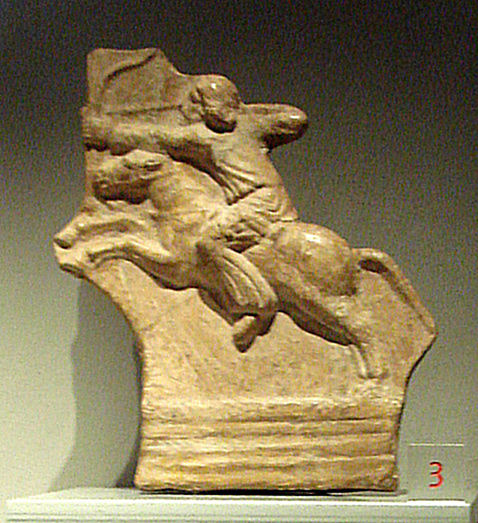
نقش‌برجسته یک سوار تیرانداز اشکانی

با قطعی شدن جنگ پادشاه اشکانی فرماندهی ارتش اصلی ایران به تعداد ده هزار سوار را به سردار دلاوری به نام سورنا واگذار کرد و خود به ارمنستان رفت تا از فرستادن نیروهای کمکی توسط پادشاه آن سرزمین به روم جلوگیری کند. هنگامی که کراسوس با سپاه ۴۲هزار نفری از لژیونرهای رومی وارد مرز حران (شهری در جنوب ترکیه امروزی و مرز سابق ایران و روم) شد، در مقابل خود سپاه کوچکی از اشکانیان را مشاهده کرد. کراسوس، سپاه روم را به شکل مستطیل سازماندهی نمود، سپس یک جناح را به کاسیوس و دیگری را به پسرش پوبلیوس داد و قلب سپاه را خود فرماندهی میکرد. پارتیان طبل‌های بزرگی داشتند که در گِرد آن زنگوله‌هایی بسته بودند تا از چند محل صدا کند. مجموعهٔ این صداها مانند غُرش جانوران درنده یا آذرخش بسیار هراسناک بود و از مسافت دور گوش را ناراحت کرده و بسیار شورانگیز بود و سربازان را از حالت عادی خارج می‌ساخت. سپاه سورنا شامل سواران سبک اسلحه و سنگین اسلحه به تعداد ده هزار نفر بود. این اولین بار بود که رومیان با سوارانی مواجه می‌شدند که سوار بر اسب سر تا پا زره‌پوش بودند.
سورنا که می‌دانست سپاه مجهز رومی را نمی‌توان به آسانی شکست داد، دست به یک حیله جنگی زد. او به همراه ۱۰۰۰ سرباز در برابر ارتش روم پدیدار شد و ۹۰۰۰ کماندار را در پشت تپه‌ها پنهان کرد. با حمله لژیونرها، سورِنا دستور عقب‌نشینی داد تا سربازان رومی در پی آن‌ها وارد محوطه اشکانیان شوند. در این هنگام کمانداران از پشت تپه‌ها بیرون آمدند و به سوی رومی‌ها حمله‌ور شدند. سواران اشکانی با حرکت زیگزاگی، چنان با مهارت تیرها را به سوی لژیونرهای پیاده‌نظام پرتاب می‌کردند که به قول پلوتارک پای سربازان رومی را به زمین می‌دوختند.
در واقع نقطه قوت ارتش ایران در این جنگ، تیراندازی و جنگ و گریز بود که بعدها به جنگ پارتیزانی نامگذاری شد. در این هنگام پوبلیوس کراسوس (پسر کراسوس) به همراه ۱۳۰۰ سوار سنگین اسلحه ــ که هزار نفر آنان سواران سرزمین گالیا (فرانسه) بودند که از سوی ژولیوس سزار فرستاده شده‌بودند ــ به یاری لژیونرها شتافت اما آن‌ها هم کاری از پیش نبردند و سرانجام همگی در بند یا کشته شدند. کراسوس کوشید با سازماندهی ارتش باقی‌مانده، حمله دیگری را ترتیب دهد، اما ناگهان با سر بریده پسرش که روی نیزه ایرانیان بود، روبرو شد. پس از مرگ پوبلیوس، سورنا با همه ارتش خود به‌ویژه سواران سنگین اسلحه به ارتش روم حمله کرد. نبرد سختی درگرفت که تا شب ادامه داشت. هنگامی‌که هوا تاریک شد طرفین دست از جنگ با یکدیگر برداشتند. کراسوس با استفاده از تاریکی شب با قوای باقیمانده خود به سمت کاره گریخت. سورنا سپیده دم به تعقیب او پرداخت ولی کراسوس خود را به شهر رسانیده و در آن پناه گرفت. شهر کاره که ساخلوی رومیان بود در محاصره ایرانیان قرار گرفت و سورنا به رومیان پیام داد که اگر کراسوس را تسلیم کنند، با آنها صلح خواهد کرد.
رومی‌ها حاضر به تسلیم کراسوس نشدند و او را وادار به فرار در شب کردند. سورنا از گریز وی آگاه شده و دست به تعقیب او زد و در میان راه به او رسید. در درگیری که رخ داد کراسوس کشته شد و فقط کاسیوس توانست با ۵۰۰ سوار خود را به انطاکیه برساند.

## پایان نبرد

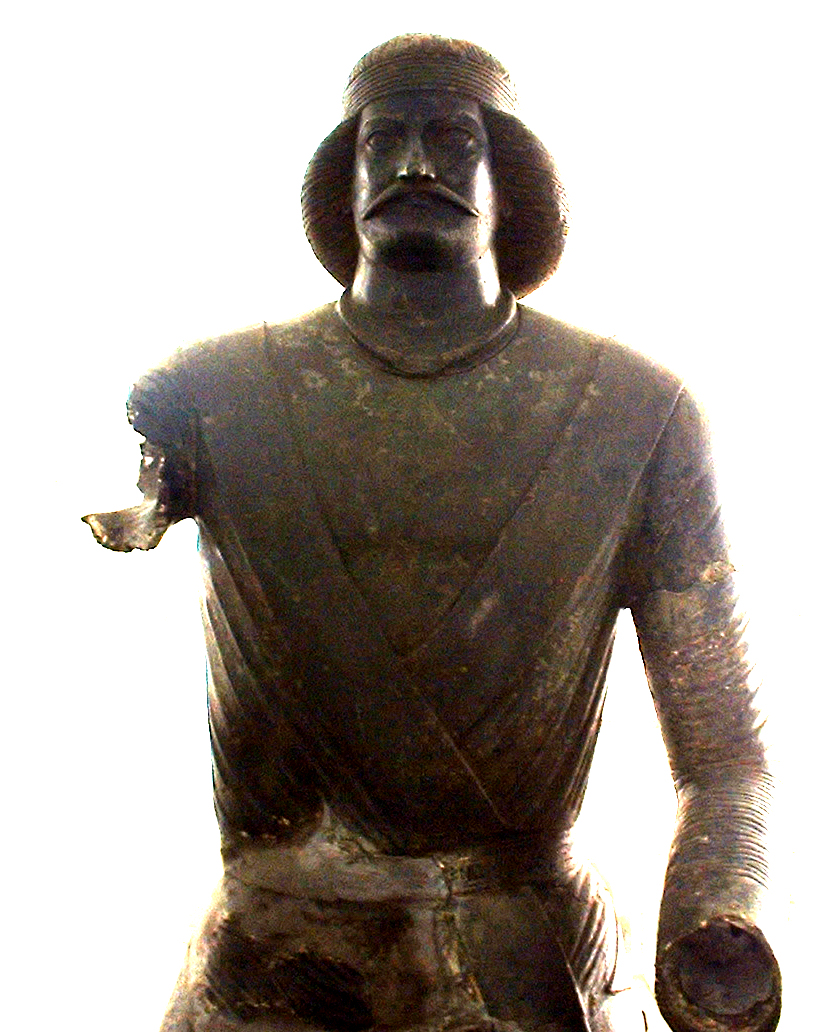
مجسمهٔ برنزی موجود در موزهٔ ملی ایران، احتمالاً متعلق به سردار ایرانی سورنا

براساس نوشته مورخان رومی، در پایان نبرد ۲۰هزار رومی کشته و ۱۰هزار تن اسیر شدند، در حالی که تعداد زخمی‌ها و کشته‌های اشکانی روی هم به صد نفر هم نمی‌رسید. دربارهٔ مرگ کراسوس گفته‌های مختلفی عنوان شده است. برخی بر این باورند که او در میدان نبرد به دست سورنا کشته شد، اما تعدادی هم ادعا می‌کنند که فردای نبرد، کراسوس به دست فرماندهان رومی که شکست خود را از بی‌تدبیری او می‌دانستند، به قتل رسید. بنابه روایت دیگری فردای نبرد، کراسوس در حال فرار با عده‌ای از یاران خود، به دست پوماکزِرسِر، از یاران سورنا به قتل رسیده و سر و دست او نیز به سر فرزندش پیوسته و در پایان جنگ در کاخ ارمنستان که در آن هنگام، ارته باذ حاکم ارمنستان بود آویخته شده است؛ ولی سورنا در سلوکیه اعلام کرد که کراسوس را زنده گرفته است؛ زیرا می‌خواست به نشانه پیروزی و تمسخر رومی‌ها صحنهٔ تمسخر آمیزی را تعبیه کند؛ لذا یکی از اسرا را به نام «کایوس پاستیانوس» که شباهت زیادی به کراسوس داشت، لباس زنانه پوشاند و به او آموخت که چون کراسوس یا سردار و فرمانده بخوانندش، جواب بگوید. پس او را بر اسبی سوار نمودند و پیشاپیش سوار، عده‌ای طبل زنان و دهل زنان به راه افتادند. در اطراف وی افسرانی سوار بر شتر قرار گرفتند و قبل از سوار دستهٔ تازیانه و تبر که علامت کنسولگری روم بود، حرکت دادند. در اطراف هر دسته زنان سلوکیه رقص کنان و آوازخوانان با وضع تمسخر آمیزی جنگ کراسوس و اخلاق زنانه و خالی از شجاعتش را شرح می‌دادند. هفت عقاب، نماد لژیون‌های مغلوب، به درخواست سورنا، به معبد آناهیتای تیسفون سپرده شد. به هر حال مرگ کراسوس و شکست سنگین ارتش روم، ضربه جبران‌ناپذیری به دولت روم وارد ساخت و باعث شهرت اشکانیان (پارت‌ها) در جهان شد. در این نبرد، پرچم لژیون‌های ارتش روم هم به دست ایرانیان افتاد و تا زمانی که صلح میان امپراتوری ایران و روم برقرار شد، این پرچم در دربار پادشاه اشکانی نگهداری می‌شد.
بنا بر برخی گزارش‌ها،سر و دستان کراسوس و فرزندش به پیشگاه اُرُد پادشاه ایران فرستاده شد..

## پیامدها
پس از نبرد حران اُرُد عزم فتح سوریه روم را کرده، با گایوس کاسیوس لونگینوس که بازماندگان سپاه رومی را به آنجا بازگشت داده بود جنگ نمود. اینجا رومی‌ها به اسلوب پارتی‌ها عمل کرده و لشکر ایران را به کمینگاهی کشانده شکست دادند. پس از آن متارکه پیوسته‌ای بین ایران و روم برقرار شد. باز در ۳۹ پیش از میلاد اُرُد، پسر خود پاکور یکم را با سپاهیان زیاد و کوینتوس لابینوس ـ سردار رومی که در خدمت شاه ایران بود ـ برای فتح سوریه فرستاد. نخست او موفق بود ولی با فرارسیدن پوبلیوس ونتیدیوس باسوس به سوریه بهره‌مندی با رومی‌ها شد. توضیح آن‌که پاکور در این جنگ کشته‌شد و اُرُد از تسخیر سوریه منصرف شده و بعد به‌واسطهٔ فوت پسرش از پادشاهی بیزار شده، آن را به پسر ارشد خود فرهاد چهارم واگذارد.
به غنیمت بردن تمام پرچم‌های روم (عقاب‌های ارتش روم) لکه ننگی بود که پس از این جنگ بر دامان ارتش روم نشست. بعد از این شکست ژولیوس سزار، سردار بزرگ رومی قصد داشت تا انتقام این شکست را از ایرانیان بگیرد؛ ولی پیش از تدارک حمله به ایران در ۱۵ مارس ۴۴ ق. م در مجلس سنای روم با خنجر مارکوس یونیوس بروتوس و شمشیرهای دشمنانش کشته شد. کاسیوس سردار بازماندهٔ نبرد با پارت‌ها که توانسته بود خود را به سوریه برساند، از کُشندگان سزار بود. چون به روشنی شاهد ضعف قدرت کنسول روم و همچنین عدم آینده نگری این قدرت بود.
عاقبت در زمان پادشاهی فرهاد چهارم اشکانی بین ایران و روم در زمان زمامداری اکتاویوس در سال ۲۰ قبل از میلاد صلح برقرار شد و فرهاد چهارم پذیرفت که همه درفش‌های رومی را بازپس دهد.
در عوض اکتاویوس، کنیزی ایتالیایی به نام تئاموزا را به فرهاد چهارم بخشید که در نتیجه ازدواج با او فرهاد پنجم به دنیا آمد. پس از پیروزی پارتی‌ها بر رومیان، دنیای آن روز به این نتیجه رسید که هیبت رومیان قابل شکست است و آنان نیز مانند سایر مردمان گاهی پیروز و گاهی دچار شکست می‌شوند. نبرد حران در تخیل نویسندگان، شاعران، تاریخ نگاران و فلاسفهٔ اخلاقیات در روم، دگرگونی و سبک جدیدی به وجود آورد. این نوشته‌ها، بیم از پارتیان شکست ناپذیر را دو چندان می‌کردند. رخداد تلخی که بعد از این جنگ برای ایران روی داد، آن بود که سورنا را در جوانی و پس از انجام چنان خدمات شایانی به قتل رساندند. مورخان رومی نوشته‌اند که اُرُد از روی بدگمانی، ترس و حسد چنین قهرمانی را کشت و ایران را از خدمت چنین سرداری محروم ساخت.

### حران و ماراتن
جنگ حران اهمیت زیاد در تاریخ ایران دارد. این نخستین رویاروی ایرانیان و رومیان بود. رومی‌ها تا این زمان در همه‌جا پیروز بودند و این شکست بر صولت آن‌ها سایه افکنده، نام پارتیان را در جهان بزرگ کرد. نبرد حران مانند نبرد ماراتن است، چنان‌که در آن زمان دولت عظیم هخامنشی در حرکت خود به‌طرف غرب برای نخستین بار به دیوار استوار یونانی برخورد و گسترش آن متوقف شد، از همین روی دولت جهانگیر جمهوری روم برای نخستین بار با سد ایران برخورد کرد و از این به بعد گسترش آن در آسیا پایان یافت.

## سکه‌شناسی

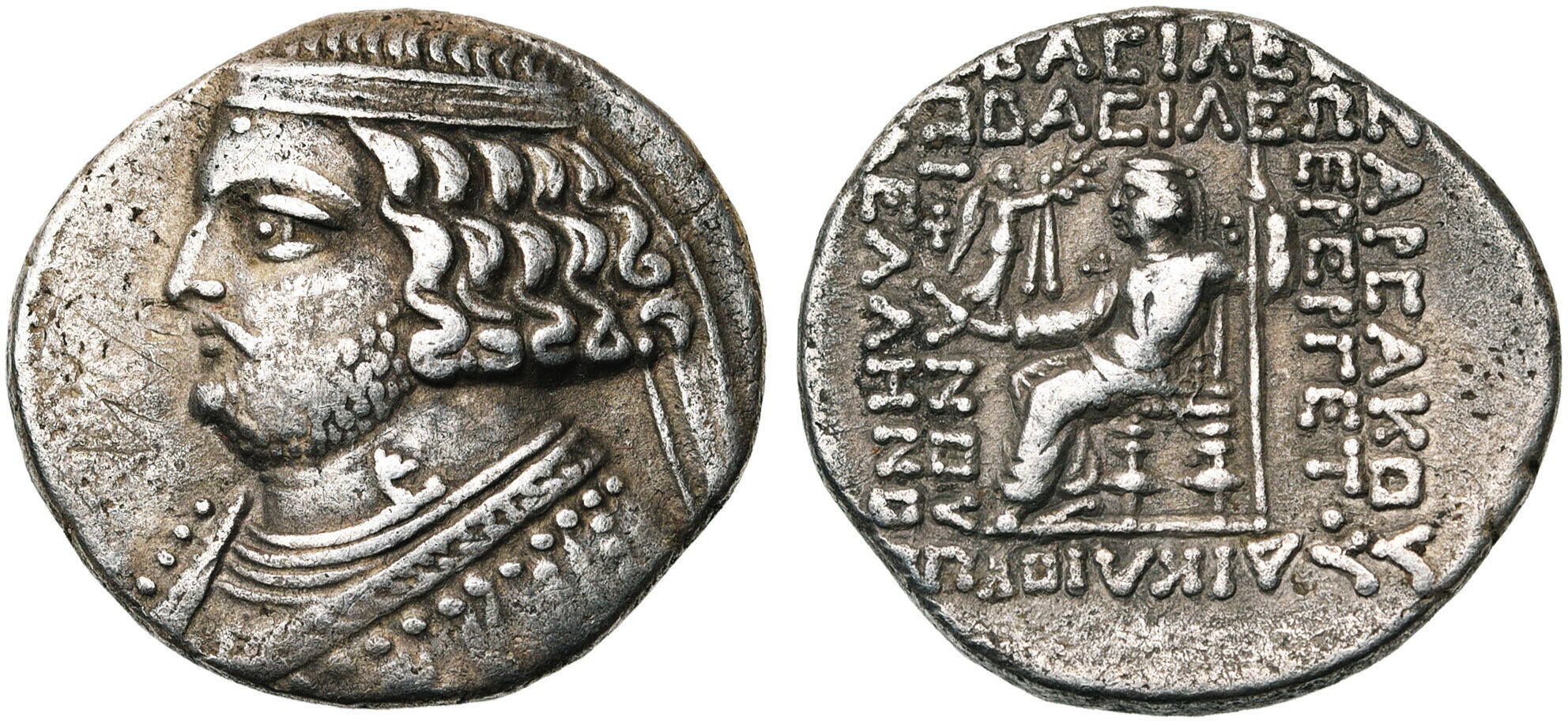
سکه ارد دوم که احتمالاً پس از پیروزی در نبرد حران ضرب شده است.

در پشت برخی سکه‌های ارد که کمیاب هستند، صحنه‌ای از «اعطای نشان» به تصویر کشیده شده که در آن که ارد در حال دریافت دست افزار توخه -الهه یونانی- است. در عصر اشکانی، ایرانیان از شمایل نگاری هلنیستی برای به تصویر کشیدن چهره‌های معنوی خود استفاده می‌کردند، بنابراین صحنه اعطای نشان را می‌توان با فر اوستایی، یعنی شکوه پادشاهی، مرتبط کرد. به گفته مورخ معاصر، خداداد رضاخانی، این تصویر ممکن است به دلیل افزایش اقتدار ارد پس از نبرد حران در سال ۵۳ قبل از میلاد باشد.

### کتابشناسی
- ایران‌نامه، جلد سوم، نوشته عباس مهرین شوشتری، انتشارات بانک ملی ایران، ۱۳
- تاریخ آسیا، رنه گروسه. ترجمه مصطفی فرزانه، انتشارات علمی، تهران، ۱۳۲۹
- تاریخ روم، آلبرماله و ژول ایزاک، ترجمه غلامحسین زیرک‌زاده، ابن‌سینا، تهران، ۱۳۴۱
- تاریخ ایران قبل از اسلام، پیرنیا، عباس اقبال، انتشارات نگاه، تهران، ۱۳۸۶
- کتاب اسرار تمدن روم باستان - بهنام محمدپناه - انتشارات سبزان
- پلوتارک (۱۳۸۷). حیات مردان نامی. ج. سوم. ترجمهٔ رضا مشایخی. تهران: انتشارات علمی و فرهنگی. شابک ۹۷۸-۹۶۴-۳۱۱-۲۴۲-۴.
- ورستاندیک، آندره (۱۳۸۶). تاریخ امپراتوری اشکانی. ترجمهٔ محمد بهفروزی. تهران: انتشارات جامی. شابک ۹۷۸۹۶۴۲۵۷۵۱۶۹.